# Wielopole (Poméranie-Occidentale)
Pour les articles homonymes, voir Wielopole.
Wielopole est une localité polonaise de la gmina rurale de Boleszkowice située dans le powiat de Myślibórz en voïvodie de Poméranie-Occidentale. Elle se situe à environ 32 km au sud-ouest de Myślibórz et 78 km au sud de la capitale régionale Szczecin.

## Géographie

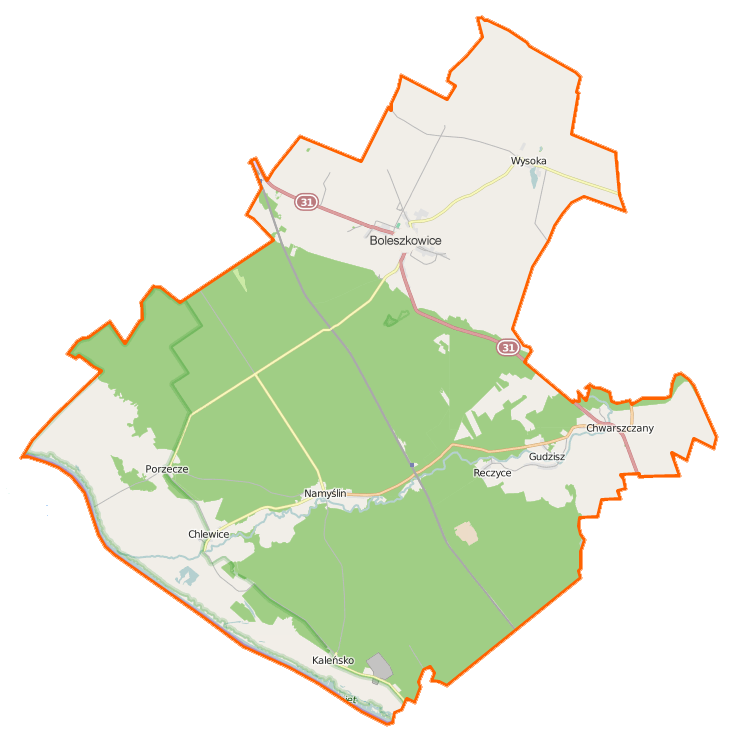
Carte de la gmina de Boleszkowice.